# 克萊德 (新澤西州)
克萊德（英語：Clyde）是位於美國新澤西州薩默塞特縣的普查規定居民點。

## 人口
根據2020年美國人口普查的數據，克萊德的面積為0.99平方千米，皆為陸地。當地共有人口243人，而人口密度為每平方千米245.45人。